# 슈퍼히어로 (1990년 영화)
슈퍼히어로(Sgt. Kabukiman N.Y.P.D.)는 미국에서 제작된 로이드 카우프만 감독의 1990년 액션, 코미디, 판타지 영화이다. 릭 지아나시 등이 주연으로 출연하였고 마이클 허즈 등이 제작에 참여하였다.

## 출연

### 주연
- 릭 지아나시
- 수잔 바이언
- 빌 위든

### 조연
- 토머스 큰코비치
- 래리 로빈슨